# اوسکار ایخولوس
اوسکار ایخولوس (به انگلیسی: Oscar Jerome Hijuelos) آمریکایی و برنده پولیتزر برای داستان در سال ۱۹۹۰